# Freestyle (canção)
Freestyle é o título de uma canção gravada pela banda norte-americana de música country Lady Antebellum. Foi lançado em outubro de 2014 como o segundo single de 747, o sexto álbum de estúdio do grupo. A canção foi escrita por Hillary Scott, Charles Kelley, Dave Haywood e Shane McAnally.

## Recepção da crítica
Bob Paxman, da Country Weekly, avaliou com um C+ e elogiou o caráter "chiclete" da música, mas criticou ao dizer que o grupo está "praticamente irreconhecível" na canção.

## Videoclipe
O vídeo da música foi dirigido e contracenado por Nathan Barnatt. O clipe foi liberado em outubro de 2014.

## Performance comercial
"Freestyle" se tornou o primeiro single do grupo a não aparecer na Billboard Hot 100, mas atingindo a primeira posição na tabela complementar Bubbling Under Hot 100.
| Paradas                                  | Melhor posição |
| ---------------------------------------- | -------------- |
| Estados Unidos - Bubbling Under Hot 100  | 1              |
| Estados Unidos - Billboard Country Songs | 24             |